# Sedm psychopatů
Sedm psychopatů je komediální film z roku 2012. Jeho režisérem a scenáristou je Martin McDonagh a pojednává o sedmi rozdílných osobnostech, které hrají Colin Farrell, Sam Rockwell, Woody Harrelson, Christopher Walken, Tom Waits, Abbie Cornish a Olga Kurylenko. Dva z nich se živí kradením psů. Zlom však nastane ve chvíli, kdy jednoho psa ukradou gangsterovi. Premiéru měl 7. září 2012 na Mezinárodním filmovém festivalu v Torontu.

## Recenze
- Sedm psychopatů – 60 % na Film CZ -